# Voltigeurs de Drummondville
Les Voltigeurs de Drummondville sont une franchise de hockey sur glace junior majeur du Canada ; ils évoluent dans la Ligue de hockey junior Maritimes Québec et sont localisés, comme leur nom l'indique, dans la ville de Drummondville, située au Québec. Créée en 1982, l'équipe dispute ses matchs locaux au Centre Marcel Dionne.

## Histoire

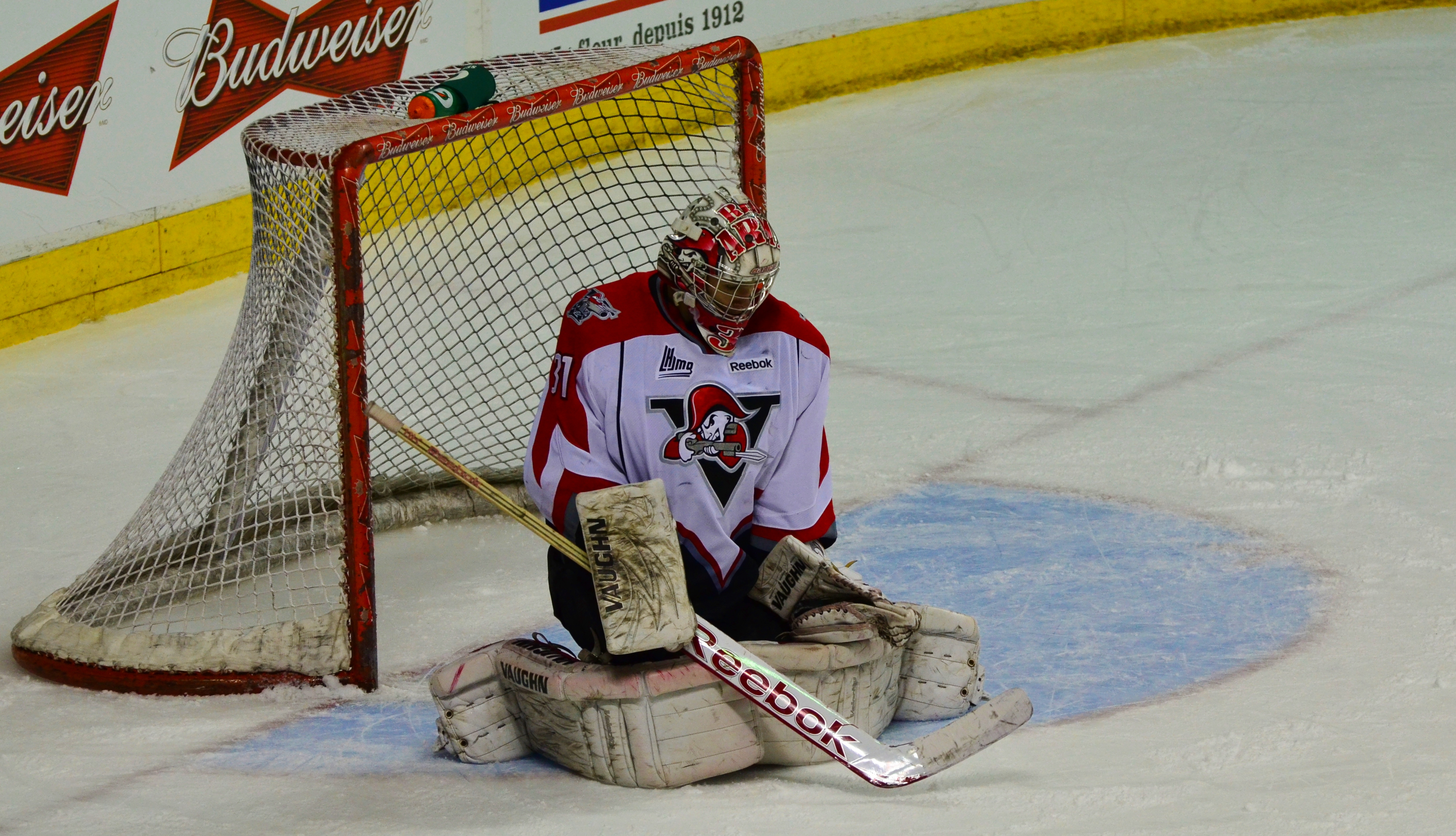
Le gardien des Voltigeurs lors d'un match des séries 2012 contre les Remparts

Drummondville avait une franchise de la LHJMQ à la fondation de la ligue, en 1969. Nommée les Rangers de Drummondville, cette franchise a dû cesser ses activités en 1974. Huit ans après le départ des Rangers, c'est-à-dire en 1982, Drummondville a accueilli une nouvelle concession, les Voltigeurs, qui ont fait leur entrée dans la ligue avec les Chevaliers de Longueuil. L'équipe fut nommée ainsi en l'honneur d'un régiment d'infanterie québécois, les voltigeurs canadiens, qui lutta au cours de la Guerre de 1812.
Historiquement, les Voltigeurs se sont rendus au tournoi de la Coupe Memorial à quatre reprises, en 1988,1991, 2009 et 2024 les deux premières fois en tant que finalistes de la ligue et la troisième et quatrième en tant que champions. Ils ont perdu en ronde préliminaire en 1988, 1991 et en 2024. La concession a officiellement remporté son premier championnat de la LHJMQ (trophée Jean-Rougeau) le 13 mars 2009 ; elle avait alors disposé des Cataractes de Shawinigan par la marque de 3-2. À l'arrivée des séries, l'équipe comptait parmi les favorites pour aspirer aux grands honneurs.
Lors de la saison 2008-2009, la concession des Voltigeurs a battu plusieurs records non seulement de franchise, mais également de la LHJMQ - mentionnons entre autres que les partisans de l'équipe n'ont jamais été si nombreux à se présenter au Centre Marcel Dionne ; mentionnons aussi que l'équipe est passée, de dernière qu'elle était au classement lors de la saison 2007-2008, au premier rang de la ligue.
Au cours du premier tour éliminatoire de l'année 2009, les Voltigeurs ont affronté les Maineiacs de Lewiston, qu'ils ont éliminés en quatre parties. Pour la seconde ronde des séries, l'équipe a rivalisé avec le Junior de Montréal; la série, dont les Voltigeurs sont sortis vainqueurs, n'a duré que quatre parties. Les  Voltigeurs ont atteint, grâce à ce balayage, la demi-finale de la ligue pour la première fois depuis 2000; leur opposant est alors devenu l'Océanic de Rimouski. Assurant un troisième balayage de suite, l'équipe a causé la surprise en éliminant l'Océanic en quatre parties. Cette solide victoire a propulsé les Voltigeurs vers leur quatrième participation à la finale de la LHJMQ, qui a opposé les Voltigeurs aux Cataractes de Shawinigan. Cette 40e finale de la LHJMQ s'est terminée en sept rencontres par une victoire de 3-2 des Voltigeurs, qui ont remporté du même coup, pour la première fois de leur histoire, la Coupe du président. L'attaquant vedette de l'équipe, Yannick Riendeau, a reçu le trophée Guy-Lafleur remis au joueur le plus utile des séries. Riendeau avait récolté un impressionnant nombre de points, soit 52 dont 29 buts en seulement 19 rencontres. Notons que ses 29 buts le hissent, à égalité avec un certain Mario Lemieux, au 2e rang des marqueurs de la ligue en séries; notons aussi que les 16 buts que Riendeau a amassés en avantage numérique, toujours dans les séries, lui ont permis d'égaler un record de la LHJMQ, détenu jusqu'alors par Mathieu Melanson.
Au tournoi de la Coupe Memorial 2009, les Voltigeurs ont soutiré une première victoire à leur premier match contre les Spitfires de Windsor, ce qu'ils ont fait en prolongation par le compte de 3-2. Lors du second match, ils ont été défaits par les Rockets de Kelowna, qui l'ont emporté par la marque de 6-4. Le dernier match obligatoire se fut face à l'Océanic de Rimouski, partie que les Voltigeurs gagnèrent 3-2 en première période de prolongation. Cependant, ennuyée par les blessures, l'absence d'un de ses joueurs d'impact, Christopher DiDomenico, et la fatigue après son parcours éliminatoire, la saison de l'équipe s'est par la suite terminée en semi-finale lors d'une défaite en prolongation contre les Spitfires de Windsor. Une parade, dans les rues de la ville, pour la coupe du président eut lieu le 25 mai 2009.
Au cours de l'été 2009, l'entraîneur en chef Guy Boucher succède à Don Lever à la barre des Bulldogs de Hamilton dans la Ligue américaine de hockey. C'est Mario Duhamel qui lui succède comme entraîneur en chef de la formation drummondvilloise. Lors du repêchage 2009, se tenant à Montréal, Dmitri Koulikov est sélectionné en 1re ronde, 14e au total, par les Panthers de la Floride; Mike Hoffman est sélectionné en 5e ronde, 130e au total, par les Sénateurs d'Ottawa; Gabriel Dumont est sélectionné en 5e ronde, 139e au total, par les Canadiens de Montréal. À ces choix de sélection, il faut mentionner les signatures de Dany Massé et de Philippe Lefebvre par les Canadiens de Montréal ainsi que la signature de Yannick Riendeau par les Bruins de Boston. Au total, trois joueurs de l'édition 2008-2009 se sont fait offrir des contrats professionnels (Riendeau, Massé & Lefebvre), trois autres ont été repêchés à l'encan de la Ligue nationale de hockey (Koulikov, Hoffman & Dumont) en plus de voir l'entraîneur Guy Boucher se faire offrir un poste à Hamilton dans la Ligue américaine de hockey.
La fameuse banderole annonçant la conquête de la Coupe du président fut hissée le 10 septembre 2009 lors du match d'ouverture contre les Foreurs de Val d'Or. Le match fut remporté par les Voltigeurs par la marque de 8-1. Présent lors de la cérémonie, notons la présence de Guy Boucher, l'ancien entraîneur en chef de l'équipe, ainsi que des joueurs étoiles ayant participé activement à la conquête du précieux trophée, Yannick Riendeau et Dany Massé.
La saison 2009-2010 fut couronnée de succès encore une fois pour l'équipe. Avec le retour de Christopher DiDomenico et la saison exceptionnelle que connaît Gabriel Dumont, le directeur général décide d'y aller, pour une deuxième année consécutive, pour les grands honneurs. Il se défait donc de Ryan McKiernan afin de libérer une place pour un joueur de 20 ans (il obtient en retour le défenseur Rémi Blanchard du Titan d'Acadie-Bathurst) et fait l'acquisition du gardien étoile Jake Allen du Junior de Montréal. Le reste de la saison est pavé de succès, le club n'ayant récolté que des victoires après le revers du 23 janvier 2010 aux mains des Wildcats de Moncton.
Le premier tour éliminatoire se fera contre les Maniacs de Lewiston qui, comme l'année précédente, se font éliminer en quatre rencontres. Au second tour, c'est à l'Océanic de Rimouski de subir le même sort, cette fois en cinq rencontres. Le troisième tour est considéré comme un choc des titans par les médias locaux, les Voltigeurs affrontant les Wildcats de Moncton. Finalement, les Wildcats remportèrent la série 4-1, mettant fin à une seconde saison remplie de succès pour le club de Drummondville.
À l'aube de la saison 2009-2010, de grands changements furent apportés à la formation drummondvilloise, notamment la place faite au recrue. Des noms importants sont partis au cours de l'entre-saison : Gabriel Dumont et Jake Allen (tous deux chez les professionnels), Charles Landry et Philippe Lefebvre (tous deux chez Junior de Montréal, complétant la transaction du gardien Jake Allen). Du côté du personnel d'entraîneur, l'entraîneur-adjoint, Danny Brooks, fut engagé au même titre dans la Ligue américaine de hockey (AHL) avec la formation des Rivermen de Peoria. Cette saison marqua aussi la 3e et vraisemblablement dernière de celui qui fut pressenti, en début de saison, pour être le premier choix du repêchage 2010 de la Ligue nationale de hockey, soit Sean Couturier, le champion pointeur de la LHJMQ en 2008-2009. Pour une troisième année consécutive, les Voltigeurs sont acheteurs à la période de transactions des fêtes. En obtenant, les services de Pier-Antoine Dion des Screaming-Eagles du Cape-Breton, les Voltigeurs s'assurent de pouvoir faire un bon bout de chemin dans le tournoi printanier.
En 2010-2011, les Voltigeurs éliminent les Saguenéens de Chicoutimi en 4 matchs. Il s'agissait de la première présence de Guy Carbonneau à la tête d'une équipe (les Saguenéens de Chicoutimi) à participer aux séries éliminatoires. L'attaquant vedette Sean Couturier remporte le trophée du joueur de l'année ainsi que celui du meilleur espoir professionnel. Les Voltigeurs subissent la défaite en 6 matchs contre les Olympiques de Gatineau lors de la série des quarts de finale[réf. nécessaire]. Marc-Olivier Vachon disputa alors ses derniers coups de patin dans les rangs juniors majeurs du Québec après cinq saisons dans la ligue, 4 comme capitaine des Voltigeurs.
À l'occasion du 30e anniversaire des Voltigeurs de Drummondville, le chanteur du groupe Kaïn, originaire de Drummondville, Steve Veilleux, compose la chanson «La ville voit rouge» pour souligner la fierté et l'honneur de l'équipe locale pour la ville.
Le 11 février 2012, les Voltigeurs de Drummondville retirent le chandail #25 de René Corbet. Ancien premier choix de l'équipe drummondvilloise en 1990, Corbet s'est illustré durant trois saisons dans l'uniforme rouge. En 160 rencontres dans les rangs juniors québécois, Corbet a 309 points dont 150 buts. René Corbet rejoint donc Steve Duchesne, Steve Chartrand, Ian Laperrière, Daniel Brière et Denis Gauthier dans les hauteurs du Centre Marcel Dionne de Drummondville.
Les Voltigeurs ont remporté le deuxième championnat québécois de leur histoire en 2024.
Pour la saison 2024-2025, les Voltigeurs sont qualifiés pour les séries éliminatoires.

## Logos successifs

Logo de 1982 à 1987
Logo de 1987 à 1994
Logo de 1994 à 2005
Logo de 2005 à 2008
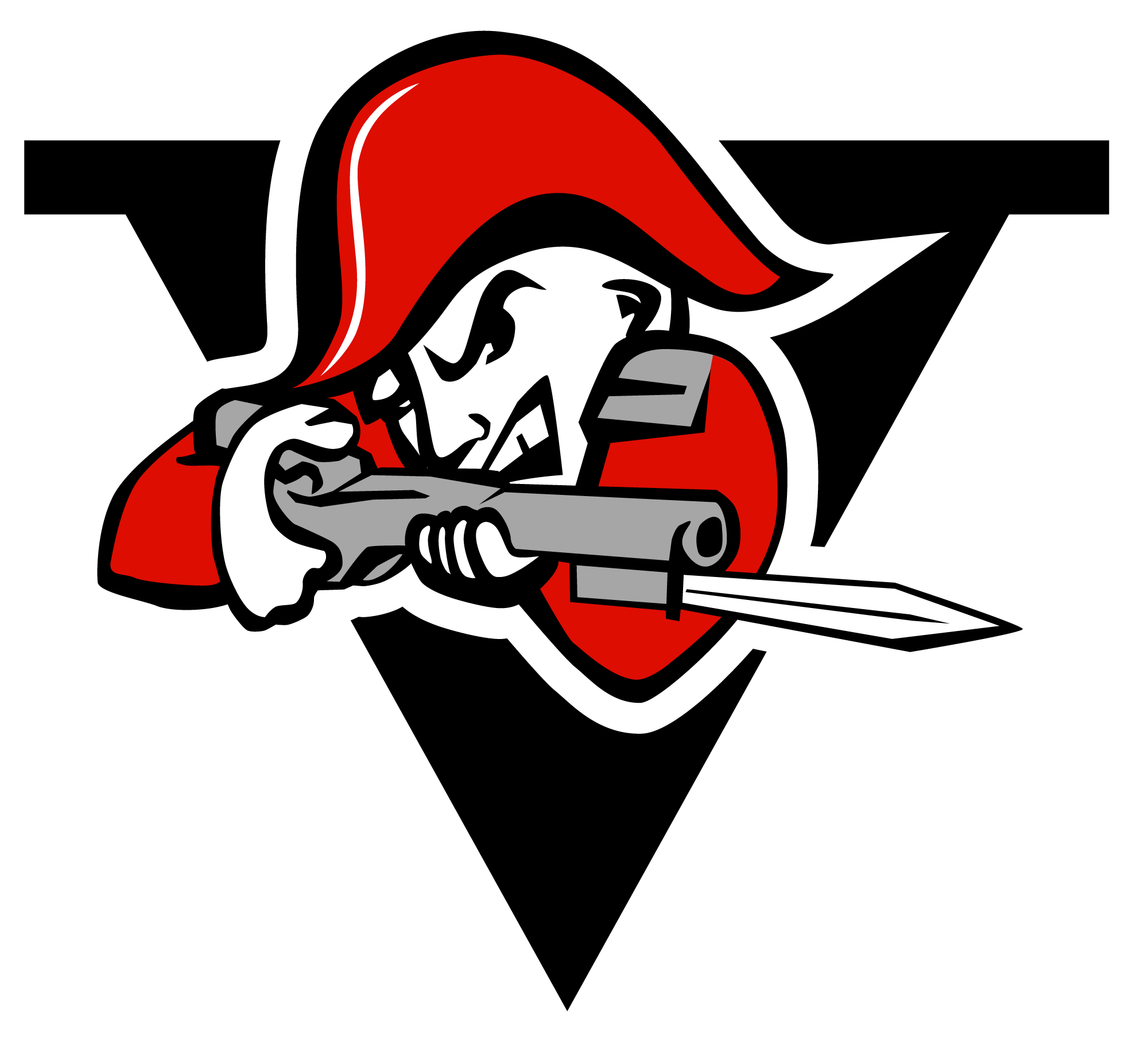
Logo depuis 2008

## Statistiques
| Saison    | PJ | V  | D  | N  | DP | DTB | % V  | BP  | BC  | Pts | Classement                      | Séries éliminatoires       |
| --------- | -- | -- | -- | -- | -- | --- | ---- | --- | --- | --- | ------------------------------- | -------------------------- |
| 1982-1983 | 70 | 41 | 27 | 2  | -  | -   | 17,1 | 249 | 491 | 84  | 5e de la division Frank-Dilio   | Non qualifiés              |
| 1983-1984 | 70 | 35 | 35 | 0  | -  | -   | 50   | 355 | 351 | 70  | 3e de la division Frank-Dilio   | Éliminés au 3e tour        |
| 1984-1985 | 68 | 41 | 23 | 4  | -  | -   | 63,2 | 379 | 312 | 86  | 3e de la division Frank-Dilio   | Éliminés au 3e tour        |
| 1985-1986 | 72 | 40 | 28 | 4  | -  | -   | 58,3 | 342 | 308 | 84  | 1er de la division Frank-Dilio  | Finalistes                 |
| 1986-1987 | 70 | 35 | 35 | 0  | -  | -   | 50   | 353 | 382 | 70  | 4e de la division Frank-Dilio   | Éliminés au 2e tour        |
| 1987-1988 | 70 | 35 | 31 | 4  | -  | -   | 52,9 | 341 | 327 | 74  | 2e de la division Frank-Dilio   | Finalistes                 |
| 1988-1989 | 70 | 37 | 28 | 5  | -  | -   | 56,4 | 358 | 303 | 79  | 5e de la LHJMQ                  | Éliminés au 2e tour        |
| 1989-1990 | 70 | 14 | 55 | 1  | -  | -   | 20,7 | 232 | 416 | 29  | 11e de la LHJMQ                 | Non qualifiés              |
| 1990-1991 | 70 | 42 | 25 | 3  | -  | -   | 62,1 | 331 | 282 | 87  | 3e de la division Frank-Dilio   | Finalistes                 |
| 1991-1992 | 70 | 28 | 39 | 3  | -  | -   | 42,1 | 285 | 319 | 59  | 4e de la division Frank-Dilio   | Éliminés au 2e tour        |
| 1992-1993 | 70 | 39 | 30 | 1  | -  | -   | 56,4 | 353 | 303 | 79  | 4e de la division Frank-Dilio   | Éliminés au 3e tour        |
| 1993-1994 | 72 | 31 | 35 | 6  | -  | -   | 47,2 | 289 | 308 | 68  | 5e de la division Frank-Dilio   | Éliminés au 2e tour        |
| 1994-1995 | 72 | 31 | 38 | 3  | -  | -   | 45,1 | 272 | 302 | 65  | 5e de la division Frank-Dilio   | Éliminés au 1er tour       |
| 1995-1996 | 70 | 33 | 34 | 3  | -  | -   | 49,3 | 299 | 274 | 69  | 5e de la division Robert-Lebel  | Éliminés au 1er tour       |
| 1996-1997 | 70 | 36 | 33 | 1  | -  | -   | 52,1 | 305 | 287 | 73  | 4e de la division Robert-Lebel  | Éliminés au 2e tour        |
| 1997-1998 | 70 | 23 | 44 | 3  | -  | -   | 35   | 221 | 328 | 49  | 8e de la division Robert-Lebel  | Non qualifiés              |
| 1998-1999 | 70 | 18 | 48 | 4  | -  | -   | 28,6 | 233 | 349 | 40  | 7e de la division Robert-Lebel  | Non qualifiés              |
| 1999-2000 | 72 | 38 | 29 | 4  | 1  | -   | 56,3 | 307 | 280 | 81  | 1er de la division Centrale     | Éliminés au 3e tour        |
| 2000-2001 | 72 | 31 | 30 | 5  | 6  | -   | 50,7 | 246 | 267 | 73  | 3e de la division Centrale      | Éliminés au 1er tour       |
| 2001-2002 | 72 | 31 | 35 | 6  | 0  | -   | 47,2 | 255 | 264 | 68  | 3e de la division Centrale      | Éliminés au 2e tour        |
| 2002-2003 | 72 | 15 | 49 | 4  | 4  | -   | 26,4 | 176 | 313 | 130 | 4e de la division Centre        | Non qualifiés              |
| 2003-2004 | 70 | 27 | 30 | 10 | 3  | -   | 47,9 | 210 | 224 | 67  | 5e de la division Ouest         | Éliminés au 1er tour       |
| 2004-2005 | 70 | 28 | 27 | 9  | 6  | -   | 50,7 | 215 | 217 | 71  | 4e de la division Ouest         | Éliminés au 1er tour       |
| 2005-2006 | 70 | 37 | 28 | -  | 3  | 2   | 56,4 | 273 | 256 | 79  | 5e de la division Ouest         | Éliminés au 1er tour       |
| 2006-2007 | 70 | 37 | 26 | -  | 1  | 6   | 57,9 | 262 | 255 | 81  | 4e de la division Telus         | Éliminés au 2e tour        |
| 2007-2008 | 70 | 14 | 51 | -  | 2  | 3   | 23,6 | 177 | 293 | 131 | 10e de la division Telus        | Non qualifiés              |
| 2008-2009 | 68 | 54 | 10 | -  | 0  | 4   | 82,4 | 345 | 189 | 112 | 1er de la division Telus Centre | Coupe du président         |
| 2009-2010 | 68 | 51 | 15 | -  | 0  | 2   | 75   | 307 | 185 | 104 | 1er de la division Telus Centre | Éliminés au 3e tour        |
| 2010-2011 | 68 | 45 | 15 | -  | 5  | 3   | 72,1 | 251 | 182 | 98  | 2e de la division Telus Ouest   | Éliminés au 2e tour        |
| 2011-2012 | 68 | 28 | 31 | -  | 2  | 7   | 47,8 | 221 | 245 | 65  | 3e de la division Telus Ouest   | Éliminés au 1er tour       |
| 2012-2013 | 68 | 38 | 26 | -  | 2  | 2   | 58,8 | 226 | 229 | 80  | 3e de la division Telus Ouest   | Éliminés au 1er tour       |
| 2013-2014 | 68 | 43 | 21 | -  | 1  | 3   | 66.2 | 233 | 179 | 90  | 3e de la division Telus Ouest   | Éliminés au 2e tour        |
| 2014-2015 | 68 | 26 | 38 | -  | 1  | 3   | 41,2 | 195 | 254 | 56  | 6e de la division Telus Ouest   | Non qualifiés              |
| 2015-2016 | 68 | 27 | 39 | -  | 2  | 0   | 41,2 | 189 | 264 | 56  | 6e de la division Telus Ouest   | Éliminés au 1er tour       |
| 2016-2017 | 68 | 28 | 34 | -  | 1  | 5   | 45,6 | 214 | 263 | 62  | 4e de la division Telus Ouest   | Éliminés au 1er tour       |
| 2017-2018 | 68 | 44 | 20 | -  | 3  | 1   | 67,6 | 277 | 194 | 92  | 2e de la division Telus Ouest   | Éliminés au 2e tour        |
| 2018-2019 | 68 | 52 | 13 | -  | 2  | 1   | 76,4 | 338 | 173 | 107 | 1er de la division Centre       | Éliminés au 3e tour        |
| 2019-2020 | 63 | 36 | 25 | -  | 2  | 0   | 57,1 | 232 | 221 | 74  | 2e de la division Centre        | Séries annulées (Covid-19) |
| 2020-2021 | 34 | 18 | 11 | -  | 4  | 1   | 52,9 | 106 | 104 | 4   | 3e de la division Centre        | Éliminés au 1er tour       |
| 2021-2022 | 68 | 28 | 25 | -  | 9  | 6   | 41,2 | 214 | 252 | 71  | 3e de la division Centre        | Éliminés au 1er tour       |
| 2022-2023 | 68 | 29 | 34 | -  | 4  | 1   | 42,6 | 205 | 251 | 63  | 4e de la division Centre        | Éliminés au 2e tour        |
| 2023-2024 | 68 | 48 | 14 | -  | 5  | 1   | 75   | 306 | 183 | 102 | 1er de la division Centre       | Trophée Gilles-Courteau    |

## Joueurs
Numéros retirés
- 7 - Sean Couturier
- 12 - Steve Chartrand
- 14 - Daniel Brière  - Ian Laperrière
- 18 - Steve Duchesne
- 21 - Denis Gauthier
- 22 - Guillaume Latendresse
- 25 - René Corbet
- 61 - Derick Brassard